# Aglaia densitricha
Aglaia densitricha là một loài thực vật]] thuộc họ Meliaceae. Đây là loài đặc hữu của Malaysia.